# Sturzkampfflugzeug

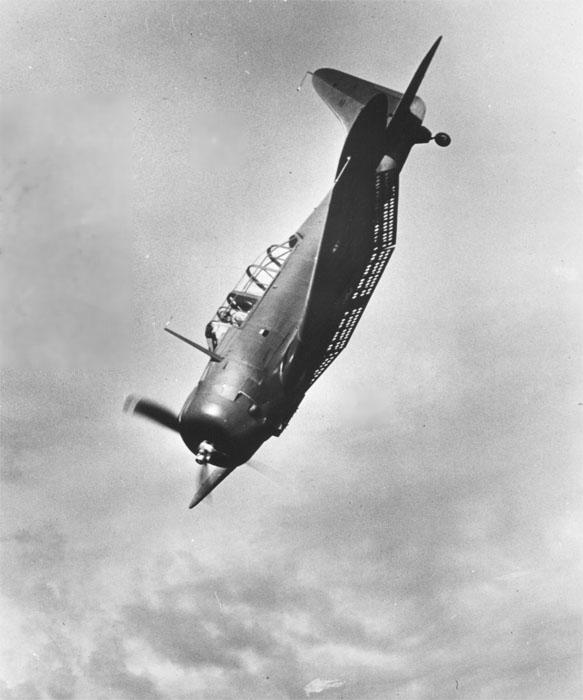
Douglas A-24 Banshee (SBD Dauntless) im Sturzflug mit ausgefahrenen Sturzflugbremsen

Sturzkampfflugzeuge (meistens als Sturzkampfbomber, Sturzbomber oder Stuka bezeichnet) waren relativ leichte Kampfflugzeuge (meist einmotorige Bomber), die im Gegensatz zu den mehrmotorigen Horizontalbombern üblicherweise mit leichteren Bombenladungen bestückt waren, um damit im Sturzflug Punktziele angreifen zu können. Durch den Sturzflug erreichte man eine höhere Treffergenauigkeit. Zu den bevorzugten Angriffszielen gehörten vor allem Bunkeranlagen oder Schiffe, aber auch unbefestigte Ziele wie Industrieanlagen, Truppenansammlungen und -kolonnen. Die ersten Einsätze mit spezialisierten Flugzeugen dieser Art fanden im Spanischen Bürgerkrieg statt, danach vor allem zu Beginn des Zweiten Weltkriegs.
Mit der Bezeichnung Stuka wird in der Regel (insbesondere auf Englisch) das deutsche Sturzkampfflugzeug Junkers Ju 87 assoziiert, das zu Anfang des Zweiten Weltkrieges massiv eingesetzt und in der Folge zum bekanntesten Flugzeug dieses Typs wurde.

## Prinzip

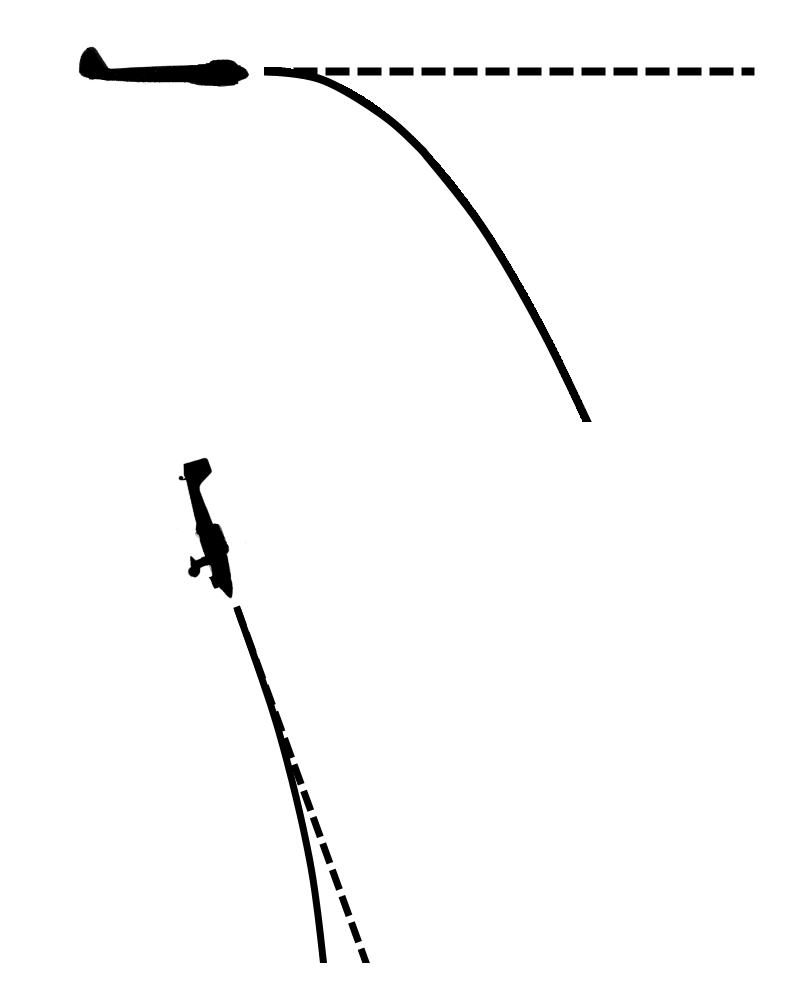
Vergleich des Bombenabwurfs im Horizontalflug und im Sturzflug.
Beim Abwurf aus dem Sturzflug liegt die Flugbahn der abgeworfenen Bombe (durchgezogene Linie) nahe bei der Flugrichtung des Flugzeugs (gestrichelte Linie). Dadurch wird das Zielen erleichtert.

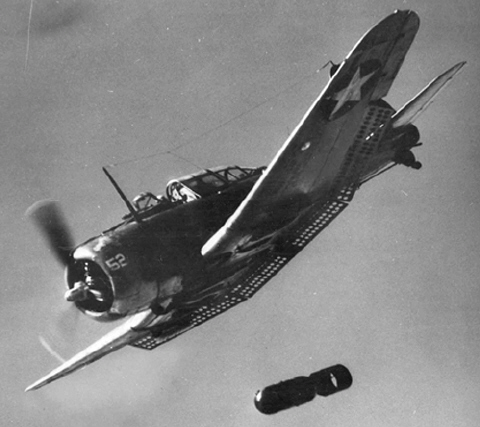
Eine Douglas SBD Dauntless wirft kurz vor dem Abfangen ihre Bombe ab

Der Name rührt aus der Art und Weise her, wie Angriffe auf feindliche Ziele stattfanden. Im Sturzflug von 70° bis 90° Neigung stürzten sich diese Flugzeuge üblicherweise aus mehreren tausend Metern Höhe auf ihre Ziele herab, dabei wurde mit dem Sturzkampfflugzeug selbst das Ziel anvisiert. Dadurch konnten die Bomben vergleichsweise zielgenau abgeworfen werden (siehe Skizze).
Die Geschwindigkeit des Sturzfluges wurde durch spezielle Bremsklappen reduziert, damit die Wendigkeit der Maschine erhalten blieb und die Piloten auch sich bewegende Ziele im Visier halten konnten. Etwa tausend Meter über dem Ziel wurde dann die Bombenladung abgeworfen und die Maschine bis etwa 500 m über dem Boden abgefangen. Später wurden durch verbesserte Zieleinrichtungen flachere Sturzflüge mit Bombenabwurf erst kurz nach Einleiten der Abfangkurve ermöglicht.
Das Abfangen beziehungsweise der Flug in der Abfangkurve war der gefährlichste Teil des Sturzflugs, weil er körperlich durch die starken Beschleunigungskräfte am belastendsten war. Es wird berichtet, dass manche Piloten für Sekunden in Ohnmacht fielen. Um daraus resultierende Unfälle zu vermeiden, waren die Flugzeuge mit einer Abfangautomatik (auch Sturzflugautomatik genannt) ausgestattet. Zusammen mit dem Bombenwurf wurden die Bremsklappen eingefahren, und das Höhenruder nahm eine voreingestellte Position ein. Die Maschine beendete so auch ohne Zutun des Piloten den Sturzflug.

## Geschichte

### Die Anfänge
In der deutschen Luftwaffe wurde die Idee der Sturzkampftaktik von Ernst Udet (1896–1941) populär gemacht, der dieses Konzept in den frühen dreißiger Jahren in den USA kennengelernt hatte. Die von Sturzkampfflugzeugen mit einfachen Zielgeräten erreichte Treffgenauigkeit übertraf die mit den jeweils modernsten Bombenzielgeräten aus dem Horizontalflug erreichbaren Treffgenauigkeiten bei weitem, allerdings war der Einsatzradius der einmotorigen Maschinen beschränkt. Zudem waren die Anforderungen an die Piloten sehr hoch: Udet, selbst ein herausragender und risikofreudiger Flieger, wurde oft vorgeworfen, die Piloten mit der Konstruktion insbesondere der Ju 87 überfordert und hohe Verluste verantwortet zu haben.
Als erstes einsatzfähiges deutsches Sturzkampfflugzeug gilt die Henschel Hs 123 (1935–1937), die noch als Doppeldecker ausgelegt war und auch neben den ersten Versionen der Junkers Ju 87 (1937 bis 1944) im Spanischen Bürgerkrieg zum Einsatz kam.

### Zweiter Weltkrieg

#### Einsatz in Europa

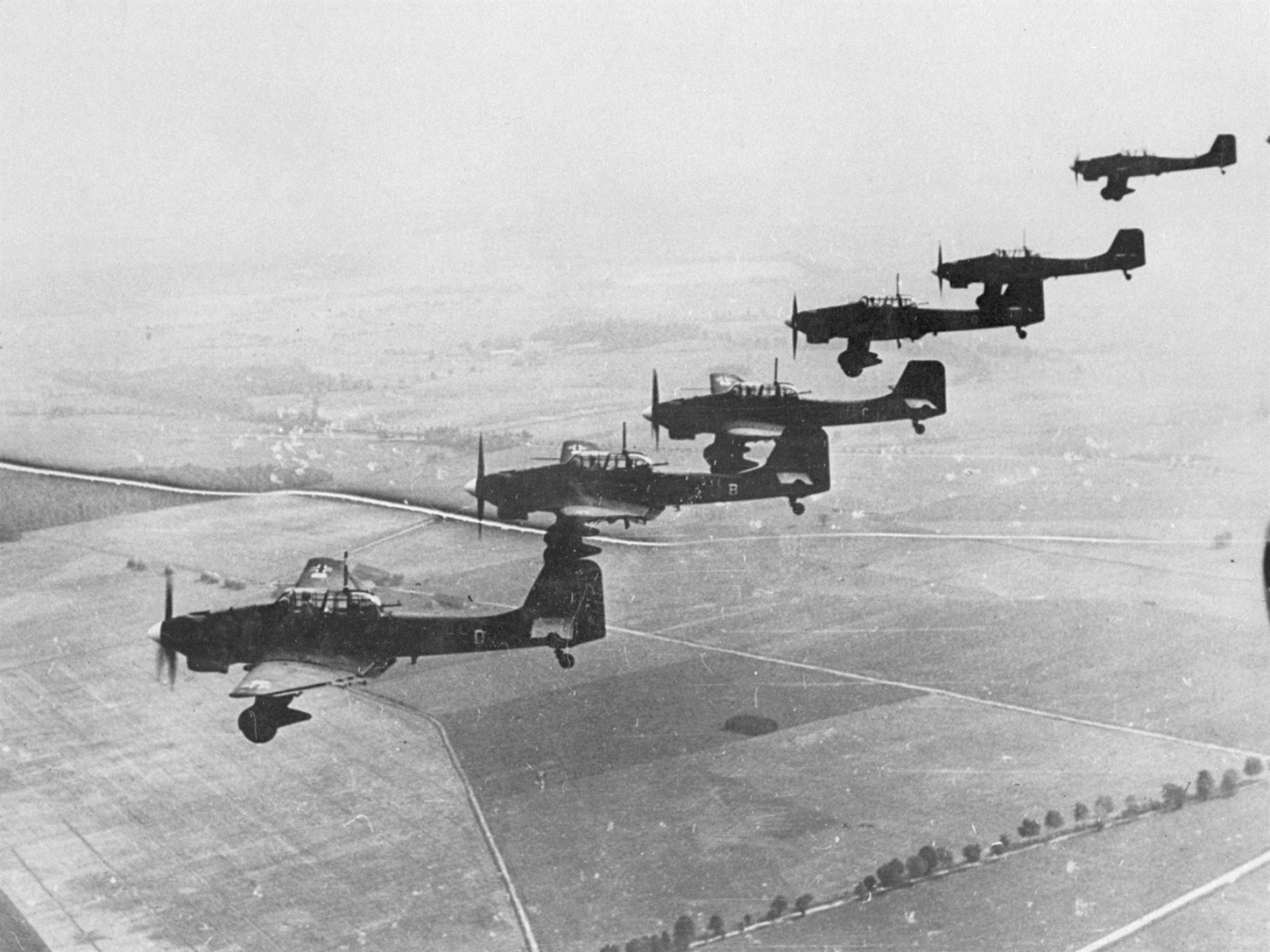
Sturzkampfflugzeuge Ju 87 während eines Einsatzes in Polen, 1939

Sturzkampfflugzeuge, kurz Stuka, des Typs Junkers Ju 87 bildeten neben den Panzerverbänden das Rückgrat des deutschen Blitzkriegs im Zweiten Weltkrieg. Die deutschen Stukas erreichten eine hohe Zielgenauigkeit und waren ab dem verbesserten B-Modell mit einer Fahrtwindsirene (auch „Lärmgerät“ genannt) ausgestattet, die im Sturzflug einen schrillen, kreischenden Ton erzeugte, der eine immense psychologische Wirkung auf die gegnerischen Soldaten am Boden ausübte. Marc Bloch, der im Ersten Weltkrieg gekämpft hat, beschreibt den Eindruck während des Krieges 1940 in Nordfrankreich so: „Wer wird, nachdem er es einmal gehört hat, je das Heulen der Flugzeuge vergessen, wenn sie vor dem Bombenabwurf im Sturzflug herabstoßen? Dieser langanhaltende, gellende Ton war nicht nur grauenhaft, weil man die Bilder von Tod und Zerstörung mit ihm assoziierte. Schon er selbst, seine – wenn ich so sagen darf – rein akustischen Qualitäten waren dazu angetan, den Menschen erstarren zu lassen und in Panik zu versetzen.“
Nach großen Erfolgen mit der „Ju 87 Stuka“ zu Kriegsbeginn wurde im Reichsluftfahrtministerium (RLM) angeordnet, dass alle neuen Bomber und Schlachtflugzeuge sturzkampftauglich sein müssten. Daraus resultierten viele Probleme bei nachfolgend neu eingeführten Flugzeugtypen wie der zweimotorigen Dornier Do 217 oder gar der viermotorigen Heinkel He 177. Der erste zweimotorige deutsche Bomber mit Sturzfähigkeit, die Junkers Ju 88, konnte sich indes aufgrund ihrer robusten Konstruktion einigermaßen in dieser Rolle bewähren, war jedoch im Einsatz als Horizontalbomber eindeutig besser.
Die Ju 87 konnte allerdings nur bei Luftüberlegenheit eingesetzt werden. Ihre relativ niedrige Geschwindigkeit machte sie zum leichten Ziel für gegnerische Jagdflugzeuge. Deshalb wurden die Ju 87 ab 1943 nach und nach durch Jagdbomber ersetzt, blieben aber für nächtliche Angriffe (Nachtschlachtflugzeug) bis zum Kriegsende im Einsatz. Für Nachteinsätze war die Langsamkeit von Vorteil, alliierte Nachtjäger konnten kaum so langsam fliegen, um genug Zeit für Ortung und Abschuss zu haben.
Am 10. April 1940 konnte erstmals durch Sturzkampfflugzeuge ein größeres Kriegsschiff versenkt werden. Der deutsche Leichte Kreuzer Königsberg lag im Hafen von Bergen vor Anker, als er durch britische Blackburn Skua angegriffen und so schwer beschädigt wurde, dass er drei Stunden später sank.

#### Einsatz im Pazifik
Auf dem pazifischen Kriegsschauplatz spielten besonders trägergestützte Sturzkampfflugzeuge eine entscheidende Rolle in vielen See-Luft-Schlachten. Die Japaner bauten nach Auswertung einiger deutscher Maschinen eine Reihe dieser Flugzeuge für die Kaiserlich Japanische Marineluftwaffe, während die Heeres-Luftstreitkräfte von dieser Idee nicht zu begeistern waren und zu keiner Zeit Sturzkampfflugzeuge in ihrem Einsatzbestand führten. Bombentreffer durch japanische Marine-Sturzkampfflugzeuge des Typs Aichi D3A Kanbaku trugen zur Versenkung vieler Schiffe beim Angriff auf Pearl Harbor bei. US-amerikanische Sturzkampfflugzeuge des Typs Douglas SBD Dauntless konnten unter anderem vier japanische Flugzeugträger in der Schlacht von Midway versenken.
Eine Besonderheit stellte die japanische Aichi B7A Ryusei dar, die von Anbeginn aufgrund knapper werdender Ressourcen auch für den Einsatz als Torpedobomber (d. h. sozusagen für eine Doppelrolle) entworfen wurde. Diese leistungsstarke Maschine war eines der wenigen Sturzkampfflugzeuge, das ohne Probleme auch Angriffe aus der Horizontalen fliegen konnten. Die ab Mai 1944 gebaute B7A, die aufgrund der Kriegslage in nur 114 Exemplaren fertiggestellt werden konnte, bewährte sich im Einsatz sehr gut.
Im letzten Jahr des Pazifikkrieges wurden Sturzkampfflugzeuge auf japanischer Seite zunehmend auch für Kamikaze-Einsätze – aus dem Sturzflug – verwendet. Besondere Erwähnung verdient hier die Yokosuka D4Y Suisei, die für ein Sturzkampfflugzeug sehr schnell war. Allerdings operierte diese in ihrer eigentlichen Rolle aufgrund fehlender Panzerung für den Piloten und selbstabdichtender Tanks etwas glücklos, war aber als Kamikaze-Flugzeug recht erfolgreich und beschädigte diverse US-Kriegsschiffe schwer.

### Rolle nach 1945
Mit Ende des Zweiten Weltkriegs, dem Aufkommen strahlgetriebener Kampfflugzeuge (die innerhalb weniger Jahre die herkömmlichen Propellerflugzeuge nahezu völlig verdrängen sollten), verbesserter Flugabwehr und selbststeuernder Bomben wurden spezialisierte Sturzkampfflugzeuge überflüssig. Jagdbomber verwenden aber weiterhin prinzipiell ähnliche Angriffsverfahren aus dem Sturzflug oder aus dem Abfangen.

## Liste von Sturzkampfflugzeugen
Anmerkung: In einigen Fällen wurden auch Flugzeuge, die nicht als Sturzkampfflugzeuge konzipiert waren, als solche eingesetzt. Besonders erwähnenswert sind hierbei das italienische Angriffsflugzeug Breda Ba.65 Nibbio („Habicht“) sowie das japanische Jagdflugzeug Nakajima Ki-84 Hayate („Sturmwind“ – Alliierter Codename: Frank).
 Deutsches Reich
| Junkers K 47        | Version der Junkers A 48 (Erstflug 1928)                                                      |
| Heinkel He 50       | 1933–1944 (Erstflug 1931)                                                                     |
| Henschel Hs 123     | Doppeldecker – 1936–1945                                                                      |
| Heinkel He 118      | (13 Prototypen)                                                                               |
| Junkers Ju 87 Stuka | 1937–1945 (das bekannteste Sturzkampfflugzeug)                                                |
| Junkers Ju 88       | 1938–1945 (sturzfähiger zweimotoriger Bomber)                                                 |
| Junkers Ju 287      | (blieb ein Entwurf)                                                                           |
| Henschel Hs 132     | (drei bei Kriegsende 1945 nicht mehr fertiggestellte Prototypen mit Turbinen-Strahltriebwerk) |

 Frankreich
| Loire-Nieuport LN.40 | 1940 in 23 Exemplaren nur mäßig erfolgreich bei der Schlacht um Frankreich eingesetzt |

 Vereinigtes Königreich
| Blackburn B-24 Skua | 1938–1941         |
| Fairey P.4/34       | (zwei Prototypen) |
| Fairey Barracuda    | 1942–1945         |

 Königreich Italien
| Savoia-Marchetti SM.85 | (31 Prototypen in 3 Serien)                                                                              |
| C.A.B. AP.1            | eigentlich Schlachtflugzeug – vier Maschinen 1938 zu Sturzkampf-Schulflugzeugen umgerüstet und verwendet |
| Savoia-Marchetti SM.86 | (1 Prototyp – Bestellung von 97 Exemplaren zugunsten der deutschen Ju 87 Stuka gestrichen)               |
| CANSA F.C.12           | (1 Prototyp – eigentlich Jagd-Schulflugzeug aber auch zum Einsatz als Sturzbomber geeignet)              |
| C.A.B. Ca.355 Tuffo    | (ein Prototyp)                                                                                           |
| Breda Ba.201           | (zwei Prototypen erfolgreich erprobt aber letztlich nicht in Serie gebaut)                               |
| Breda Ba.88M           | (drei Prototypen aus dem erfolglosen zweimotorigen Angriffsflugzeug Ba.88 umgebaut)                      |
| Savoia-Marchetti SM.93 | (zwei Prototypen erfolgreich erprobt aber letztlich nicht in Serie gebaut)                               |

 Japan
| Aichi D1A            | Doppeldecker – 1935–1942 (Alliierter Codename: Susie)                                      |
| Aichi D3A Kanbaku    | 1940–1945 (Alliierter Codename: Val)                                                       |
| Mitsubishi Ki-51     | 1940–1945 – eigentlich Schlachtflugzeug (Alliierter Codename: Sonia)                       |
| Yokosuka D4Y Suisei  | „Komet“ – 1942–1945 – z. T. auch als Aichi D4Y bezeichnet (Alliierter Codename: Judy)      |
| Yokosuka D3Y-K Myojo | „Venus“ – 1943–1945 Sturzkampf-Schulflugzeug (Alliierter Codename nicht vergeben)          |
| Aichi B7A Ryusei     | „Sternschnuppe“ – 1943–1945 in Doppelrolle auch Torpedobomber (Alliierter Codename: Grace) |
| Yokosuka P1Y Ginga   | „Galaxie“ – 1943–1945 – auch Horizontal- und Torpedobomber (Alliierter Codename: Frances)  |
| Aichi E16A Zuiun     | „günstige Wolke“ – 1944/45 – Sturzbomber mit Schwimmern (Alliierter Codename: Paul)        |
| Aichi M6A Seiran     | „Gebirgsdunst“ – 1943–1945 – mit Schwimmern zum Einsatz von U-Booten der I-400-Klasse      |

 Rumänien
| IAR-37 | Einmotoriger Doppeldecker von 1937. 50 Exemplare gefertigt.                                             |
| IAR-38 | Weiterentwicklung der IAR-37 von 1938 mit deutschen BMW-Triebwerken. 75 Exemplare                       |
| IAR-39 | Weiterentwicklung der IAR-37 von 1939/40 mit rumänischen Triebwerken. 160 Exemplare inklusive Umbauten. |

 Schweden
| Saab 17 | 1942–1950 – in Äthiopien bis 1968 im Einsatz |

 Sowjetunion
| Tupolew Ar-2   | 1939–1942 – entstanden in 200 Exemplaren aus der Umkonstruktion des zweimotorigen Bombers Tupolew SB-2 |
| Petljakow Pe-2 | 1940–1948 – zweimotoriger Horizontal- und Sturzbomber (NATO-Codename: Buck)                            |
| Tupolew Tu-2   | 1942–1954 – eigentlich eher ein zweimotoriger Horizontalbomber (NATO-Codename: Bat)                    |

 Vereinigte Staaten
| Curtiss F8C Helldiver                            | Doppeldecker – 1928–1937 – eines der ersten Sturzkampfflugzeuge           |
| Martin BM                                        | Doppeldecker – 1929–1933                                                  |
| Curtiss F11C Goshawk (Hawk II als Exportversion) | Doppeldecker – (D-3165/D-IRIS und D-IRIK wurden von Ernst Udet verwendet) |
| Vought SB2U Vindicator                           |                                                                           |
| Douglas SBD Dauntless                            | (USAAF-Version: A-24 Banshee)                                             |
| Curtiss SB2C Helldiver                           | (USAAF-Version: A-25 Shrike)                                              |
| Vultee A-31 Vengeance                            |                                                                           |
| North American A-36A Apache                      | 1942–1945 – Version der P-51 Mustang – auch bekannt als A-36A Invader     |